# Just Dance 4
Just Dance 4 là một trò chơi nhịp điệu được phát triển bởi Ubisoft và là phần thứ tư của loạt trò chơi Just Dance và là phiên bản đầu tiên phát hành trên Wii U. Được công bố tại E3 2012 bởi Flo Rida và Aisha Tyler, nó được phát hành trên Wii, Wii U, PlayStation 3 và Xbox 360. Just Dance 4 được phát hành tại Châu Âu và Úc vào ngày 2 tháng 10 năm 2012 vào ngày 9 tháng 10 năm 2012 tại Bắc Mỹ, phiên bản Wii U được phát hành vào ngày 18 tháng 11 năm 2012 tại Bắc Mỹ và được phát hành vào ngày 30 tháng 11 năm 2012 tại Châu Âu và Úc.

## Cách chơi

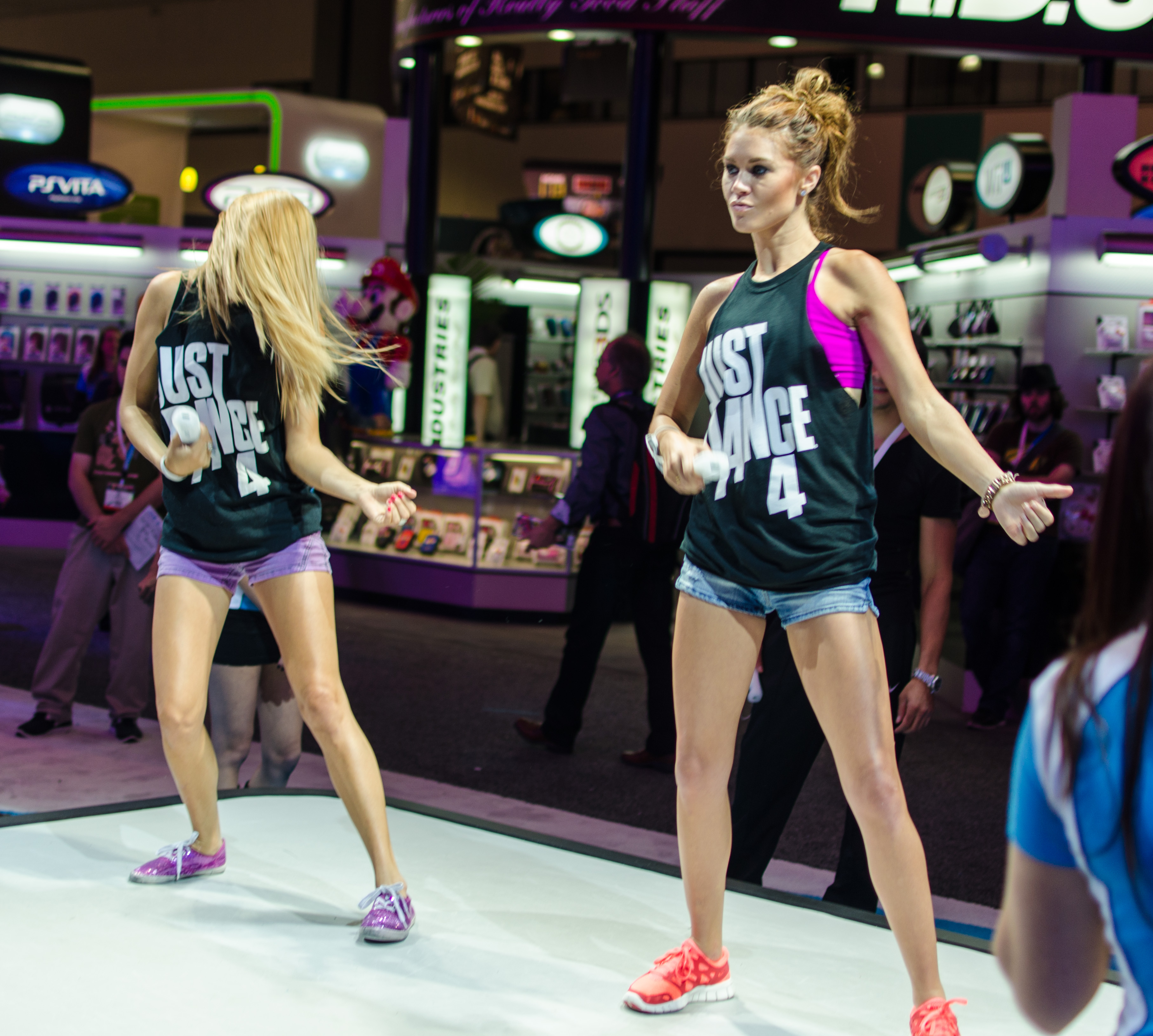
Just Dance 4 tại E3 2012

Cách chơi vẫn tương tự như các phiên bản Just Dance khác trước đây, người chơi ghi điểm bằng cách bắt chước các vũ công trên màn hình thực hiện một chuỗi vũ đạo theo một bài hát đã chọn. Các tính năng mới trong Just Dance 4 bao gồm "Dance Battle", "Just Sweat", mở khóa phần thưởng thêm cho các bài hát và chế độ "Puppet Master" dành riêng cho phiên bản Wii U, cho phép người chơi sử dụng bộ điều khiển của Wii U để lựa chọn những động tác khác nhau trong một bài nhảy. Các chế độ từ phiên bản trước như: Simon Says Mode, Playlists, Medley, Speed-Shuffle, Just Create, và 8 người chơi đã bị loại bỏ. Ngoài ra, chuyển động "On Fire" (chủ yếu là GOODS và PERFECTS liên tiếp) và đánh giá quá trình chơi đã bị xóa, chỉ để lại mục xếp hạng độ khó của bài nhảy tại menu chọn bài. Trang phục và kiểu tóc của các vũ công được tô màu theo phong cách hiện đại, màu mè hơn thay vì chỉ sử dụng gam màu trầm.
Người chơi có thêm mục "Dance Quests", sáu nhiệm vụ cho mỗi bài hát, hoàn thành và nhận điểm Mojo (ngoại trừ các bài hát DLC). Người chơi cũng có thể tạo "Thẻ Nhân vật" - chức năng giúp hiển thị các bài hát yêu thích, điểm cao, và nhiệm vụ, thử thách. Bảng xếp hạng cá nhân cũng có sẵn cho phiên bản Wii của trò chơi.

## Danh sách bài hát
Phiên bản có 50 bài hát
| Tên bài hát                                                                                           | Nghệ sĩ                                                      | Năm  |
| --- | ------------------------------------------------------------ | ---- |
| "(I've Had) The Time of My Life"                                                                      | Bill Medley và Jennifer Warnes                               | 1987 |
| "Ain't No Other Man" (độc quyền cho Wii U)                                                            | The Girly Team (bản gốc bởi Christina Aguilera)              | 2006 |
| "Asereje (The Ketchup Song)"                                                                          | Las Ketchup                                                  | 2002 |
| "Beauty and a Beat"                                                                                   | Justin Bieber và Nicki Minaj                                 | 2012 |
| "Beware of the Boys (Mundian To Bach Ke)"                                                             | Panjabi MC                                                   | 1997 |
| "Brand New Start" (mở khóa bằng mã quà tặng trong gói snack của Cheetos)                              | Anja                                                         | 2012 |
| "Call Me Maybe"                                                                                       | Carly Rae Jepsen                                             | 2011 |
| "Can't Take My Eyes Off You"                                                                          | Boys Town Gang                                               | 1982 |
| "Cercavo Amore" (độc quyền cho khu vực PAL)                                                           | Emma                                                         | 2012 |
| "Crazy Little Thing"                                                                                  | Anja                                                         | 2012 |
| "Crucified"                                                                                           | Army of Lovers                                               | 1991 |
| "Diggin' in the Dirt" (có sẵn trong bản demo trên Xbox 360)                                           | Stefanie Heinzmann                                           | 2012 |
| "Disturbia"                                                                                           | Rihanna                                                      | 2008 |
| "Domino" (Có sẵn cho khu vực NTSC/tải về dành cho khu vực PAL)                                        | Jessie J                                                     | 2011 |
| "Everybody Needs Somebody to Love"                                                                    | Dancing Bros. (bản gốc bởi The Blues Brothers)               | 1980 |
| "The Final Countdown" (tải về cho khu vực NTSC trên Wii)                                              | Europe                                                       | 1986 |
| "Good Feeling"                                                                                        | Flo Rida                                                     | 2011 |
| "Good Girl"                                                                                           | Carrie Underwood                                             | 2012 |
| "Hit 'Em Up Style (Oops!)"                                                                            | Blu Cantrell                                                 | 2001 |
| "Hot For Me"                                                                                          | A.K.A                                                        | 2012 |
| "I Like It"                                                                                           | The Blackout All-Stars                                       | 1994 |
| "Istanbul (Not Constantinople)"                                                                       | They Might Be Giants                                         | 1990 |
| "Jailhouse Rock"                                                                                      | Elvis Presley                                                | 1957 |
| "Livin' la Vida Loca"                                                                                 | Ricky Martin                                                 | 1999 |
| "Love You Like A Love Song"                                                                           | Selena Gomez & the Scene                                     | 2011 |
| "Maneater"                                                                                            | Nelly Furtado                                                | 2006 |
| "Make the Party (Don't Stop)" (độc quyền trên Wii U/tải về trên các nền tảng khác)                    | Bunny Beatz và Liquid                                        | 2012 |
| "Mas Que Nada"                                                                                        | Sérgio Mendes và The Black Eyed Peas                         | 2006 |
| "Moves Like Jagger"                                                                                   | Maroon 5 và Christina Aguilera                               | 2011 |
| "Mr. Saxobeat"                                                                                        | Alexandra Stan                                               | 2011 |
| "Never Gonna Give You Up"                                                                             | Rick Astley                                                  | 1987 |
| "Oh No!"                                                                                              | Marina and the Diamonds                                      | 2010 |
| "On The Floor"                                                                                        | Jennifer Lopez và Pitbull                                    | 2011 |
| "Oops!... I Did It Again"                                                                             | The Girly Team (bản gốc bởi Britney Spears)                  | 2000 |
| "Rock n' Roll (Will Take You to the Mountain)"                                                        | Skrillex                                                     | 2010 |
| "Rock Lobster"                                                                                        | The B-52's                                                   | 1978 |
| "Run The Show"                                                                                        | Kat DeLuna và Busta Rhymes                                   | 2008 |
| "So What"                                                                                             | Pink                                                         | 2008 |
| "Some Catchin' Up to Do"                                                                              | Sammy                                                        | 2012 |
| "Super Bass"                                                                                          | Nicki Minaj                                                  | 2011 |
| "Superstition"                                                                                        | Stevie Wonder                                                | 1972 |
| "Time Warp"                                                                                           | Halloween Thrills (bản gốc từ The Rocky Horror Picture Show) | 1975 |
| "Tribal Dance"                                                                                        | 2 Unlimited                                                  | 1993 |
| "Umbrella"                                                                                            | Rihanna và Jay Z                                             | 2007 |
| "Want U Back"                                                                                         | Cher Lloyd và Astro                                          | 2012 |
| "We No Speak Americano"                                                                               | Hit the Electro Beat (bản gốc bởi Yolanda Be Cool và DCUP)   | 2010 |
| "What Makes You Beautiful"                                                                            | One Direction                                                | 2011 |
| "Wild Wild West"                                                                                      | Will Smith                                                   | 1999 |
| "You Make Me Feel..." (mã quà tặng trong gói snack Cheetos nhưng sau đó được phát hành dưới dạng DLC) | Cobra Starship và Sabi                                       | 2011 |
| "You're the First, the Last, My Everything"                                                           | Barry White                                                  | 1974 |

### Nội dung tải xuống

#### Wii
| Tên bài hát                                 | Nghệ sĩ                                                | Năm  | Ngày phát hành                                         |
| ------------------------------------------- | ------------------------------------------------------ | ---- | ------------------------------------------------------ |
| "Part of Me"                                | Katy Perry                                             | 2012 | 18 tháng 10 năm 2012                                   |
| You Make Me Feel..."                        | Cobra Starship và Sabi                                 | 2011 | 21 tháng 11 năm 2012 (PAL), 22 tháng 1 năm 2013 (NTSC) |
| "Gangnam Style"                             | PSY                                                    | 2012 | 21 tháng 11 năm 2012                                   |
| "Funhouse"                                  | Pink                                                   | 2009 | 21 tháng 11 năm 2012                                   |
| "Make The Party (Don't Stop)"               | Bunny Beatz và Liquid                                  | 2012 | 21 tháng 11 năm 2012                                   |
| "Dagomba" (từ Just Dance 2)                 | Sorcerer                                               | 2003 | 21 tháng 11 năm 2012                                   |
| "One Thing"                                 | One Direction                                          | 2012 | ngày 11 tháng 12 năm 2012                              |
| "Heavy Cross"                               | Gossip                                                 | 2009 | ngày 11 tháng 12 năm 2012                              |
| "Hit The Lights"                            | Selena Gomez & The Scene                               | 2012 | ngày 11 tháng 12 năm 2012                              |
| "So Glamorous"                              | The Girly Team                                         | 2012 | ngày 11 tháng 12 năm 2012                              |
| "Want U Back"                               | Cher Lloyd và Astro                                    | 2012 | ngày 11 tháng 12 năm 2012                              |
| "We R Who We R"                             | Kesha                                                  | 2010 | ngày 22 tháng 1 năm 2013                               |
| "Oath"                                      | Cher Lloyd và Becky G                                  | 2012 | ngày 22 tháng 1 năm 2013                               |
| "Boom" (từ Just Dance 2)                    | Reggaeton Storm (bản gốc bởi MC Magico và Alex Wilson) | 2005 | ngày 22 tháng 1 năm 2013                               |
| "The Lazy Song"                             | Bruno Mars                                             | 2010 | ngày 5 tháng 3 năm 2013                                |
| "Gold Dust"                                 | DJ Fresh                                               | 2010 | ngày 5 tháng 3 năm 2013                                |
| "Professor Pumplestickle" (từ Just Dance 2) | Nick Phoenix và Thomas J. Bergersen                    | 2006 | ngày 5 tháng 3 năm 2013                                |
| "Die Young"                                 | Kesha                                                  | 2012 | ngày 2 tháng 4 năm 2013                                |
| "Primadonna"                                | Marina and the Diamonds                                | 2012 | ngày 2 tháng 4 năm 2013                                |
| "Baby Girl" (từ Just Dance 2)               | Reggaeton                                              | 2003 | ngày 2 tháng 4 năm 2013                                |

#### Xbox 360
| Tên bài hát                                 | Nghệ sĩ                                                | Năm  | Ngày phát hành                                                   |
| ------------------------------------------- | ------------------------------------------------------ | ---- | ---------------------------------------------------------------- |
| "Part of Me"                                | Katy Perry                                             | 2012 | ngày 9 tháng 10 năm 2012                                         |
| You Make Me Feel..."                        | Cobra Starship và Sabi                                 | 2011 | ngày 21 tháng 11 năm 2012 (PAL), ngày 22 tháng 1 năm 2013 (NTSC) |
| "Gangnam Style"                             | PSY                                                    | 2012 | ngày 21 tháng 11 năm 2012                                        |
| "Funhouse"                                  | Pink                                                   | 2009 | ngày 21 tháng 11 năm 2012                                        |
| "Dagomba" (từ Just Dance 2)                 | Sorcerer                                               | 2003 | ngày 21 tháng 11 năm 2012                                        |
| "One Thing"                                 | One Direction                                          | 2012 | ngày 11 tháng 12 năm 2012                                        |
| "Heavy Cross"                               | Gossip                                                 | 2009 | ngày 11 tháng 12 năm 2012                                        |
| "Hit The Lights"                            | Selena Gomez & The Scene                               | 2012 | ngày 11 tháng 12 năm 2012                                        |
| "So Glamorous"                              | The Girly Team                                         | 2012 | ngày 11 tháng 12 năm 2012                                        |
| "Want U Back"                               | Cher Lloyd và Astro                                    | 2012 | ngày 11 tháng 12 năm 2012                                        |
| "Good Girl"                                 | Carrie Underwood                                       | 2012 | ngày 18 tháng 12 năm 2012                                        |
| "We R Who We R"                             | Kesha                                                  | 2010 | ngày 22 tháng 1 năm 2013                                         |
| "Oath"                                      | Cher Lloyd và Becky G                                  | 2012 | ngày 22 tháng 1 năm 2013                                         |
| "Boom" (từ Just Dance 3)                    | Reggaeton Storm (bản gốc bởi MC Magico và Alex Wilson) | 2005 | ngày 22 tháng 1 năm 2013                                         |
| "The Lazy Song"                             | Bruno Mars                                             | 2010 | ngày 5 tháng 3 năm 2013                                          |
| "Gold Dust"                                 | DJ Fresh                                               | 2010 | ngày 5 tháng 3 năm 2013                                          |
| "Professor Pumplestickle" (từ Just Dance 3) | Nick Phoenix and Thomas J. Bergersen                   | 2006 | ngày 5 tháng 3 năm 2013                                          |
| "Die Young"                                 | Kesha                                                  | 2012 | ngày 2 tháng 4 năm 2013                                          |
| "Primadonna"                                | Marina and the Diamonds                                | 2012 | ngày 2 tháng 4 năm 2013                                          |
| "Baby Girl" (từ Just Dance 2)               | Reggaeton                                              | 2003 | ngày 2 tháng 4 năm 2013                                          |

#### PS3
DLC dành cho PS3 bị hạn chế về khu vực (Ví dụ DLC được mua từ tài khoản PSN hệ US sẽ không thể chơi trên đĩa hệ EU hoặc Asia) 
| Tên bài hát                                 | Nghệ sĩ                                                | Năm  | Ngày phát hành                                                   |
| ------------------------------------------- | ------------------------------------------------------ | ---- | ---------------------------------------------------------------- |
| "Part of Me"                                | Katy Perry                                             | 2012 | ngày 23 tháng 10 năm 2012                                        |
| "You Make Me Feel..."                       | Cobra Starship và Sabi                                 | 2011 | ngày 23 tháng 10 năm 2012 (PAL), ngày 29 tháng 1 năm 2013 (NTSC) |
| "Gangnam Style"                             | PSY                                                    | 2012 | ngày 27 tháng 11 năm 2012                                        |
| "Funhouse"                                  | Pink                                                   | 2009 | ngày 27 tháng 11 năm 2012                                        |
| "Dagomba" (từ Just Dance 2)                 | Sorcerer                                               | 2003 | ngày 27 tháng 11 năm 2012                                        |
| "One Thing"                                 | One Direction                                          | 2012 | ngày 18 tháng 12 năm 2012                                        |
| "Heavy Cross"                               | Gossip                                                 | 2009 | ngày 18 tháng 12 năm 2012                                        |
| "Hit The Lights"                            | Selena Gomez & The Scene                               | 2012 | ngày 18 tháng 12 năm 2012                                        |
| "So Glamorous"                              | The Girly Team                                         | 2012 | ngày 18 tháng 12 năm 2012                                        |
| "Good Girl"                                 | Carrie Underwood                                       | 2012 | ngày 18 tháng 12 năm 2012                                        |
| "Want U Back"                               | Cher Lloyd và Astro                                    | 2012 | ngày 18 tháng 12 năm 2012                                        |
| "We R Who We R"                             | Kesha                                                  | 2010 | ngày 22 tháng 1 năm 2013                                         |
| "Oath"                                      | Cher Lloyd và Becky G                                  | 2012 | ngày 22 tháng 1 năm 2013                                         |
| "Boom"                                      | Reggaeton Storm (bản gốc bởi MC Magico và Alex Wilson) | 2005 | ngày 22 tháng 1 năm 2013                                         |
| "The Lazy Song"                             | Bruno Mars                                             | 2010 | ngày 5 tháng 3 năm 2013                                          |
| "Gold Dust"                                 | DJ Fresh                                               | 2010 | ngày 5 tháng 3 năm 2013                                          |
| "Professor Pumplestickle" (từ Just Dance 2) | Nick Phoenix và Thomas J. Bergersen                    | 2006 | ngày 5 tháng 3 năm 2013                                          |
| "Die Young"                                 | Kesha                                                  | 2012 | ngày 29 tháng 3 năm 2013 (NTSC), ngày 2 tháng 4 năm 2013 (PAL)   |
| "Primadonna"                                | Marina and the Diamonds                                | 2012 | ngày 29 tháng 3 năm 2013 (NTSC), ngày 2 tháng 4 năm 2013 (PAL)   |
| "Baby Girl" (từ Just Dance 2)               | Reggaeton                                              | 2003 | ngày 29 tháng 3 năm 2013 (NTSC), ngày 2 tháng 4 năm 2013 (PAL)   |

#### Wii U
DLC dành cho Wii U chỉ có thể được tìm thấy trong Nintendo eShop. 
| Tên bài hát                 | Nghệ sĩ                                                | Năm  | Ngày phát hành                                                 |
| --------------------------- | ------------------------------------------------------ | ---- | -------------------------------------------------------------- |
| "Part of Me"                | Katy Perry                                             | 2012 | ngày 3 tháng 1 năm 2013 (PAL), ngày 24 tháng 1 năm 2013 (NTSC) |
| "Gangnam Style"             | PSY                                                    | 2012 | ngày 3 tháng 1 năm 2013 (PAL), ngày 24 tháng 1 năm 2013 (NTSC) |
| "Funhouse"                  | Pink                                                   | 2009 | ngày 3 tháng 1 năm 2013 (PAL), ngày 24 tháng 1 năm 2013 (NTSC) |
| "So Glamorous"              | The Girly Team                                         | 2012 | ngày 3 tháng 1 năm 2013 (PAL), ngày 24 tháng 1 năm 2013 (NTSC) |
| "One Thing"                 | One Direction                                          | 2012 | ngày 15 tháng 2 năm 2013                                       |
| "Heavy Cross"               | Gossip                                                 | 2009 | ngày 15 tháng 2 năm 2013                                       |
| "Hit The Lights"            | Selena Gomez & the Scene                               | 2012 | ngày 15 tháng 2 năm 2013                                       |
| "Dagomba" (từ Just Dance 2) | Sorcerer                                               | 2003 | ngày 15 tháng 2 năm 2013                                       |
| "Good Girl"                 | Carrie Underwood                                       | 2012 | ngày 15 tháng 2 năm 2013                                       |
| "We R Who We R"             | Kesha                                                  | 2010 | ngày 21 tháng 2 năm 2013                                       |
| "You Make Me Feel..."       | Cobra Starship và Sabi                                 | 2011 | ngày 21 tháng 2 năm 2013                                       |
| "Oath"                      | Cher Lloyd và Becky G                                  | 2012 | ngày 21 tháng 2 năm 2013                                       |
| "Boom" (từ Just Dance 3)    | Reggaeton Storm (bản gốc bởi MC Magico và Alex Wilson) | 2005 | ngày 21 tháng 2 năm 2013                                       |
| "The Lazy Song"             | Bruno Mars                                             | 2010 | ngày 7 tháng 3 năm 2013                                        |
| "Gold Dust"                 | DJ Fresh                                               | 2010 | ngày 7 tháng 3 năm 2013                                        |
| "Die Young"                 | Kesha                                                  | 2012 | ngày 18 tháng 4 năm 2013                                       |
| "Primadonna"                | Marina and the Diamonds                                | 2012 | ngày 18 tháng 4 năm 2013                                       |

## Quảng bá
Just Dance 4 được xuất hiện từ những phút đầu trong MV "Beauty and a Beat" của Justin Bieber và Nicki Minaj.
Trong đó, Justin quay cảnh những người bạn của anh đang nhảy theo bài hát "Good Feeling" của Flo Rida tại bữa tiệc hồ bơi.

## Đón nhận
Khi phát hành, Just Dance 4 đã nhận được đánh giá tích cực từ các tạp chí video game. Tại các trang web tổng hợp đánh giá GameRankings và Metacritic, phiên bản Xbox 360 của trò chơi giữ điểm đánh giá trung bình lần lượt là 75,40% và 77 trên 100.

## Giải thưởng và đề cử
| Năm  | Giải thưởng                          | Hạng mục                   | Kết quả   |
| ---- | ------------------------------------ | -------------------------- | --------- |
| 2013 | Giải thưởng Kids 'Choice             | Trò chơi video yêu thích   | Đoạt giải |
| 2013 | Học viện Điện ảnh và Truyền hình Anh | Trò chơi gia đình hay nhất | Đề cử     |